# Yujŏm sa
Yujŏm sa (유점사) – nieistniejący już wielki koreański klasztor, znajdujący się w Korei Północnej.

## Historia klasztoru
Klasztor ten został założony w VI wieku w okresie buddyjskiego ożywienia w państwie Silli. Znajduje się w Górach Diamentowych w rejonie Hyangam-ri, w powiecie Hyangsan prowincji P'yŏngan Północny.
W 1168 roku, za panowania Uijonga z Koryŏ został poważnie rozbudowany. Kolejna rozbudowa nastąpiła w XV wieku. Stał się wtedy głównym centrum pielgrzymkowym i razem z takimi klasztorami jak Ch'angan, Pyohun i Singye, był nazywany Wielkimi Czterema Klasztorami Gór Diamentowych. Był z nich największym i najstarszym klasztorem. W okresie największego rozkwitu liczył ponad czterdzieści budynków.
W latach 1883–1885 został znów rozbudowany, chociaż zachował jeszcze wiele oryginalnych cech z okresu Silli. Był uważany za arcydzieło architektury okresu Silli.
W czasie japońskiej okupacji Korei (1911-1945) cały rejon Gór Diamentowych stał się główną atrakcją turystyczną Japończyków. Zmieniono wtedy jego nazwę na japońską – Yusen-ji. Dokonano wtedy także jego odnowienia.
Pomimo jego historycznego znaczenia, klasztor został zbombardowany przez lotnictwo amerykańskie i z tego powodu jedyne co pozostało z tego wielkiego klasztoru, to kamienne fundamenty.

## Budynki i obiekty
- Dzwon ocalały z bombardowania jest dziś Skarbem Narodowym nr 162